# Dark psytrance
Dark psytrance es el subgénero más pesado dentro del espectro del psytrance. Si Psychedelic Trance es la secuela oscura de Goa Trance, Darkpsy es la secuela oscura de Psychedelic Trance. Hizo su aparición a principios de los años 2000.

## Características
Inicialmente el término "Dark psytrance" fue usado para denominar al trance psicodélico con un sonido más duro, dependiendo sobre todo del área geográfica.
El estilo generalmente no utiliza voces y es más común el uso de samples tomados de diversas clases de películas, en especial las del género de terror y ciencia ficción.
En ciertas cuestiones se podría comparar con el heavy metal, aunque el uso de guitarras es muy poco común. La atmósfera y el tema de los tracks se asemejan a otros géneros de música electrónica como dark ambient, musique concrete, darkcore, cybergrind e industrial.
Recientemente, algunos de los artistas del Dark psytrance comenzaron a producir un sonido más melódico, similar al trance psicodélico sudafricano (como N3XU5 o Darkpsy), mientras que otros han comenzado a experimentar con melodías parecidas al morning trance (como Deja Vu Fabrique, Zolod de Parasense, Ocelot o C-P-C).
Algunos producen pistas con velocidades de 170 a 200 BPM (como por ejemplo Gorump Peyya, Kalilaskov AS, Melorix, etc.), que fue bautizado con el nombre Psycore o Speedtrance en diversos foros de Internet, no obstante mantiene el mismo estilo estándar del Dark psytrance, diferenciándose apenas en un ritmo más alto. Los artistas Dark psytrance todavía están en la etapa de experimentación, utilizando técnicas cada vez más originales.
Dentro del Darkpsy, podemos encontrar diferentes subgéneros, como  Forest, Twilight, Dark Progressive, Hi-Tech... Estas variantes, muy diferentes entre sí, varían en cuanto a bpms, armonías, atmósferas... 
El Forest Psytrance es un subgénero del dark psytrance que surge a mediados del 2005, y se podría decir que contiene sonidos más orgánicos.